# Ivar van Urk
Ivar van Urk (Voorburg, 1967) is een Nederlands regisseur, acteur en theatercomponist.
Ivar Thomas van Urk volgde van 1988 tot 1993 de regieopleiding aan de Amsterdamse Hogeschool voor de Kunsten. In 1993 richtte hij met toneelschrijver en regisseur Jeroen van den Berg theatergezelschap Het Oranjehotel op, waar hij tot de vrijwillige opheffing in 2000 regisseerde, acteerde en componeerde. Naast Het Oranjehotel regisseerde van Urk onder meer bij het Ro-theater, de Toneelschuur en Fact. Sinds 2000 is van Urk een vast terugkerende gastregisseur bij het Nationale Toneel. Van Urk regisseert zowel klassiek als modern repertoire. Muziek speelt gewoonlijk een belangrijke rol zijn ensceneringen. In 2009 maakte van Urk zijn debuut in Duitsland bij Theater Bonn met de muziektheatervoorstelling 'To All Tomorrow's Parties'.
Van Urk componeert muziek voor theatervoorstellingen, onder meer voor zijn eigen. Sinds 1997 is hij huiscomponist van theatergezelschap Het Syndicaat.
In 1994 ontving Van Urk een startsubsidie van het Prins Bernhard Fonds. In 1998 ontving hij De Perspectiefprijs van de Stichting Aanmoedigingsfonds voor de Kunsten.